# ヌック・スカパン
ヌック・スカパン（Nook Sukapan、本名：Budsabakorn Sukapan、1997年9月11日 - ）は、タイ王国出身の女子プロゴルファーである。所属はSINGHA。出身校は Municipality School 6。

## 経歴
10歳からゴルフを始める。
ジュニア時代はタイナショナルチームの一員として活躍、2014年に大韓民国・仁川で開催された「アジア競技大会」（ゴルフ競技）では個人2位、団体優勝を果たす。
2015年にプロ転向、同年5月の中国女子プロゴルフ協会（CLPGA）ツアー「SRIXON XXIO LADIES OPEN」、同年9月の台湾女子プロゴルフ協会（TLPGA）ツアー「CTBC LADIES OPEN」に共に優勝している。同年全米女子プロゴルフ協会（USLPGA）のファイナルクォリファイングトーナメント（QT）を2位タイで通過した。
2016年はUSLPGAツアーに主に参戦。
2017年はUSLPGA下部のシメトラツアー、CLPGAツアー等様々な試合に参戦。同年日本女子プロゴルフ協会（JLPGA）サードQTのB地区46位でファイナルには進出出来なかった。
サードQT進出者の資格でTP単年登録者として、2018年からブッサバコン・スカパンの登録名で、JLPGA下部のステップ・アップ・ツアーに参戦。
2019年から登録名を愛称のヌック・スカパンに変更、ステップ・アップ・ツアーで3大会連続を含む4勝をあげ、同ツアーの年間獲得賞金ランキング1位となった。同年11月に行われたJLPGA最終プロテストでは不合格に終わったが、ステップ・アップ・ツアー賞金ランキング1位の資格により、同2位のサイ・ペイインとともに翌シーズン「第1回リランキング」までのJLPGAツアー出場権を得た。

## 主な成績

### 2019年
※ステップ・アップ・ツアーの優勝試合のみ
- Hanasaka Ladies Yanmar Golf Tournament
- 九州みらい建設グループレディース
- 静ヒルズレディース森ビルカップ
- 日台交流うどん県レディースゴルフトーナメント